# Digitaria serotina
Digitaria serotina är en gräsart som först beskrevs av Thomas Walter, och fick sitt nu gällande namn av André Michaux. Digitaria serotina ingår i släktet fingerhirser, och familjen gräs. Inga underarter finns listade i Catalogue of Life.